# Jüdischer Friedhof (Baligród)
Koordinaten: 49° 20′ 16,3″ N, 22° 17′ 0,1″ O

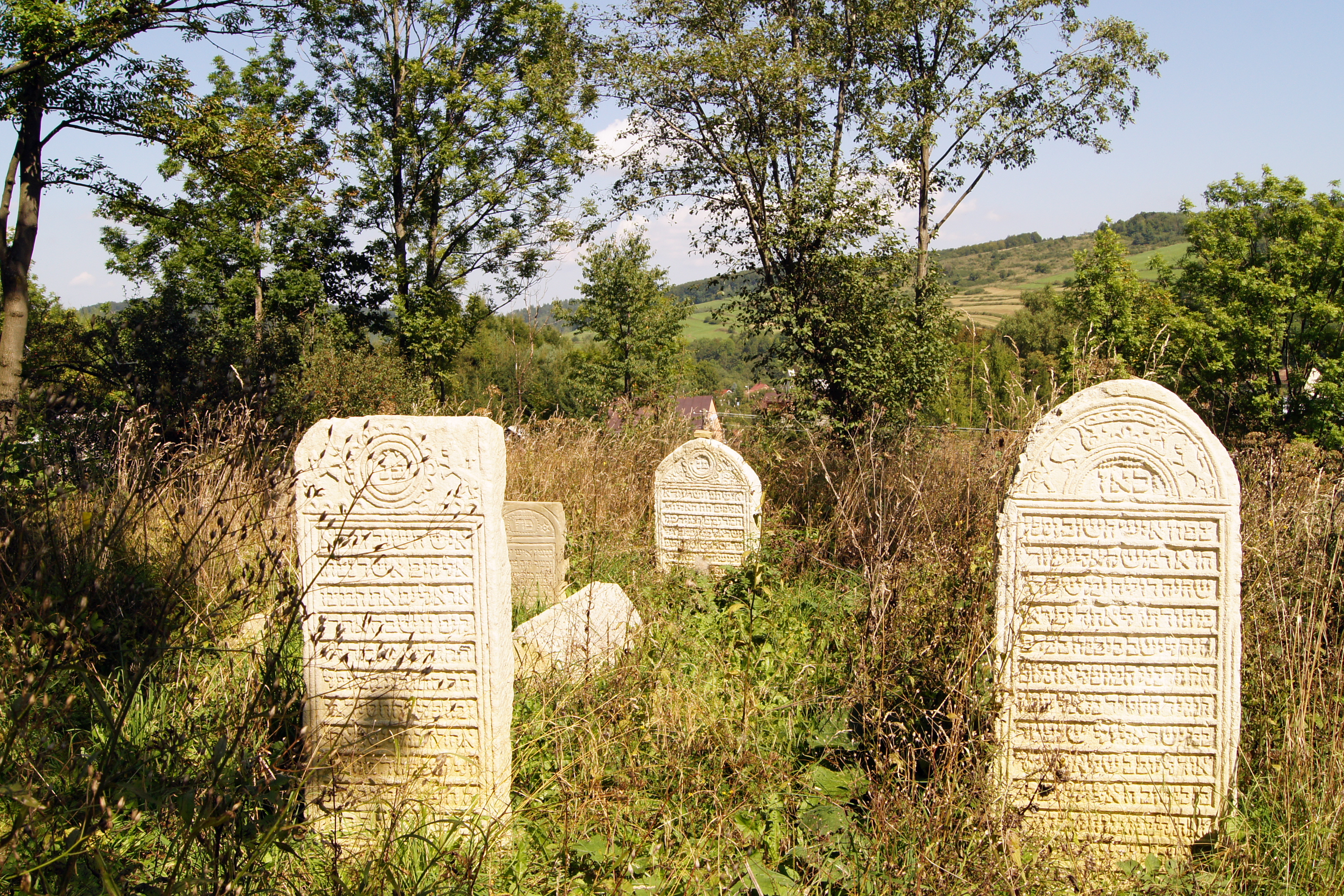
Jüdischer Friedhof in Baligród

Der Jüdische Friedhof in Baligród, einem polnischen Dorf im Powiat Leski in der Woiwodschaft Karpatenvorland, wurde im 18. Jahrhundert errichtet. Der jüdische Friedhof ist ein geschütztes Kulturdenkmal.
Auf dem circa einen Hektar großen Friedhof sind heute noch viele Grabsteine (Mazevot) erhalten.